# Andrzej Kowalczyk (trener koszykarski)
Andrzej Kowalczyk  (ur. 28 sierpnia 1954, zm. 28 listopada 2015 w Ostrowie Wielkopolskim) – polski koszykarz i trener koszykarski. W  czasie kariery zawodniczej grający na pozycji rozgrywającego. Jednokrotny reprezentant Polski, powoływany do kadry w latach 1978–1979. Trener reprezentacji Polski w koszykówce mężczyzn w latach 2003–2004, a także asystent trenera reprezentacji w latach 2000–2003. Trzykrotny medalista mistrzostw Polski w koszykówce mężczyzn, zarówno jako zawodnik (1978 i 1981), jak i trener (2003).

## Życiorys

### Kariera zawodnicza
Kowalczyk początkowo uprawiał koszykówkę jako zawodnik, występując na pozycji rozgrywającego. Jest wychowankiem Stali Ostrów Wielkopolski, w której zaczął trenować w 1965 roku. W klubie tym występował, początkowo w drużynach juniorskich, a następnie w zespole I ligi, do 1975 roku.
Od 1976 roku był koszykarzem ŁKS-u Łódź. Z drużyną tą w sezonie 1976/1977 zadebiutował w najwyższej klasie rozgrywkowej. W sumie na tym szczeblu w ŁKS-ie wystąpił w 95 meczach. W sezonie 1977/1978 zdobył z tym klubem brązowy medal mistrzostw Polski. W kolejnym sezonie wystąpił także w rozgrywkach Pucharu Koracia. W latach 1978–1979 był ponadto powoływany do reprezentacji Polski, w której rozegrał 1 oficjalne spotkanie.
Przed sezonem 1979/1980 przeniósł się do Zagłębia Sosnowiec, w którym spędził 2 sezony na najwyższym szczeblu rozgrywkowym, występując w sumie w 58 meczach ligowych. W sezonie 1980/1981 zdobył z tym klubem brązowy medal mistrzostw Polski.
W 1982 roku powrócił do Stali Ostrów Wielkopolski, w której występował do 1988 roku, rozgrywając w tym czasie co najmniej 100 spotkań I ligi.
W 1988 roku wyjechał do Francji, gdzie do 1992 występował w drugoligowym wówczas klubie US Melun.

### Kariera trenerska
Po wyjeździe do Francji w 1988 rozpoczął karierę trenerską, łącząc grę w drugoligowym wówczas klubie US Melun z trenowaniem żeńskiego zespołu tego klubu, także w tym czasie grającego w II lidze. Jako trener wywalczył z drużyną z Melun awans do I ligi.
W 1992 powrócił do Polski, w latach 1992-1995 nie prowadził żadnej drużyny, zajmował się prowadzeniem działalności gospodarczej w branży obuwniczej, w 1995 został trenerem Stali Ostrów Wielkopolski, którą prowadził do 2004 roku, wywalczając w sezonie 1997/1998 awans do najwyższej klasy rozgrywkowej, a następnie w sezonie 2001/2002 zdobywając brązowy medal mistrzostw Polski (najlepszy wynik w historii klubu). Jednocześnie przez pewien okres pracował także jako nauczyciel wychowania fizycznego w jednej z ostrowskich szkół podstawowych.
W 2000 roku został asystentem trenera reprezentacji Polski w koszykówce mężczyzn. Funkcję tę pełnił do 2003 roku. W czerwcu 2003 został I trenerem reprezentacji. Z funkcji tej zrezygnował w listopadzie 2004 roku, po nieudanych eliminacjach do Mistrzostw Europy w Koszykówce 2005, w których Polska wygrała 1 z 6 spotkań i nie zakwalifikowała się do turnieju.
W sezonie 2004/2005 początkowo prowadził Turów Zgorzelec, z którego odszedł po 7 meczach ligowych, a następnie był trenerem Czarnych Słupsk.
W 2005 roku powrócił do roli trenera Stali Ostrów Wielkopolski, którą pełnił do 2009 roku. W sumie w 10 sezonach, w których prowadził ten klub w najwyższej klasie rozgrywkowej, tylko raz, w pierwszym sezonie (1998/1999), nie zdołał awansować do fazy play-off. Łącznie prowadził ten klub w 348 meczach Polskiej Ligi Koszykówki, wygrywając 186 z nich. Określany był mianem „legendy” tego klubu, czy wręcz całej ostrowskiej koszykówki.
W sezonie 2009/2010 był trenerem Sportino Inowrocław w Polskiej Lidze Koszykówki. W kolejnych rozgrywkach prowadził Polfarmex Kutno, z którym wywalczył awans do I ligi, a w sezonie 2011/2012 był trenerem grającego w II lidze zespołu KS Open Basket Pleszew. Pełnił także funkcję doradcy prezesa w Turowie Zgorzelec, gdy klub ten w sezonie 2013/2014 zdobył mistrzostwo Polski.
Od 2014 roku prowadził żeński zespół TS Ostrovia Ostrów Wielkopolski, występujący w tym czasie w I lidze kobiet.

## Życie prywatne
Kowalczyk znał język francuski, rosyjski, niemiecki i angielski.
Był absolwentem Technikum Kolejowego w Ostrowie Wielkopolskim i Akademii Ekonomicznej w Katowicach, na której uzyskał tytuł magistra ekonomii. Ukończył także trenerskie studia podyplomowe na Akademii Wychowania Fizycznego we Wrocławiu.
W 2003 został wyróżnionym tytułem Ostrowianina Roku.
28 listopada 2015, w trakcie meczu I ligi kobiet, w którym pełnił rolę trenera zespołu TS Ostrovia Ostrów Wielkopolski, poczuł się źle. Po jego zakończeniu został odwieziony do szpitala w Ostrowie Wielkopolskim z podejrzeniem zawału serca, gdzie niecałe dwie godziny później zmarł.
3 grudnia został pochowany na Starym Cmentarzu w Ostrowie Wielkopolskim.
Pośmiertnie został odznaczony Krzyżem Kawalerskim Orderu Odrodzenia Polski.

## Osiągnięcia
Koszykówka mężczyzn
- Brąz mistrzostw Polski (2002)
- Finał pucharu Polski (2005)

Indywidualne
- Trener roku I ligi polskiej w koszykówce kobiet (2016)[20]